# Lamoura
 Lamoura  es una comuna y población de Francia, en la región de Franco Condado, departamento de Jura, en el Distrito y cantón de Saint-Claude.
Su población en el censo de 1999 era de 436 habitantes.
Está integrada en la Communauté de communes de la Station des Rousses .

## Demografía
| 190 | 215 | 333 | 379 | 388 | 436 |
| Para los censos de 1962 a 1999 la población legal corresponde a la población sin duplicidades (Fuente: INSEE [Consultar]) |     |     |     |     |     |

- Datos: Q636896
- Multimedia: Lamoura / Q636896

1. ↑  Worldpostalcodes.org, código postal n.º 39310.
2. ↑  INSEE, Datos de población para el año 2012 de Lamoura (en francés).